# اناسریف
اناسریف (عربی: أناسريف) شرکت خوشه‌ای الجزایری است، که در سال ۲۰۰۵ تأسیس شد.